# Ausgleichweiher Leiersmühle

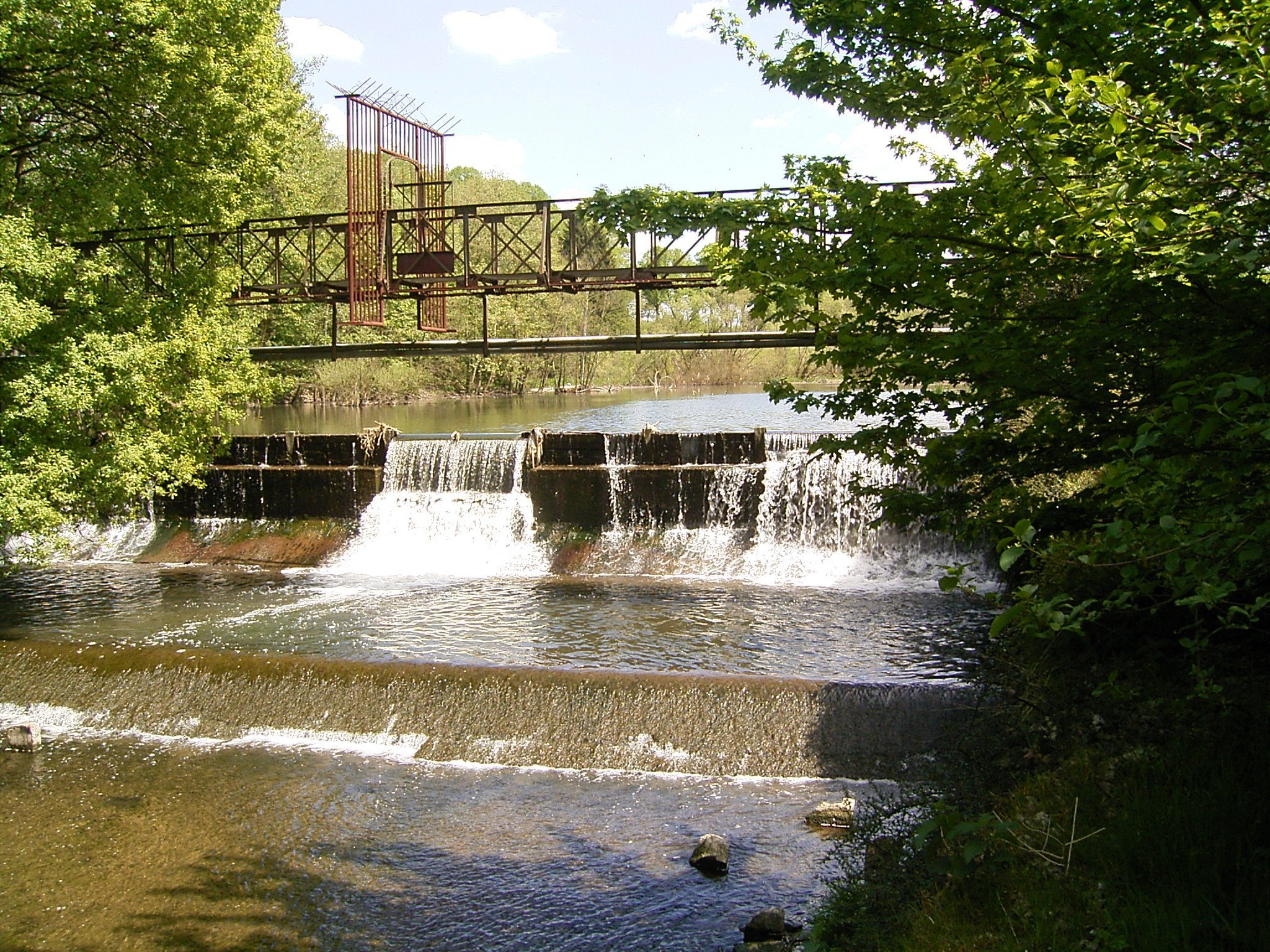
Am Stauweiher Leiersmühle

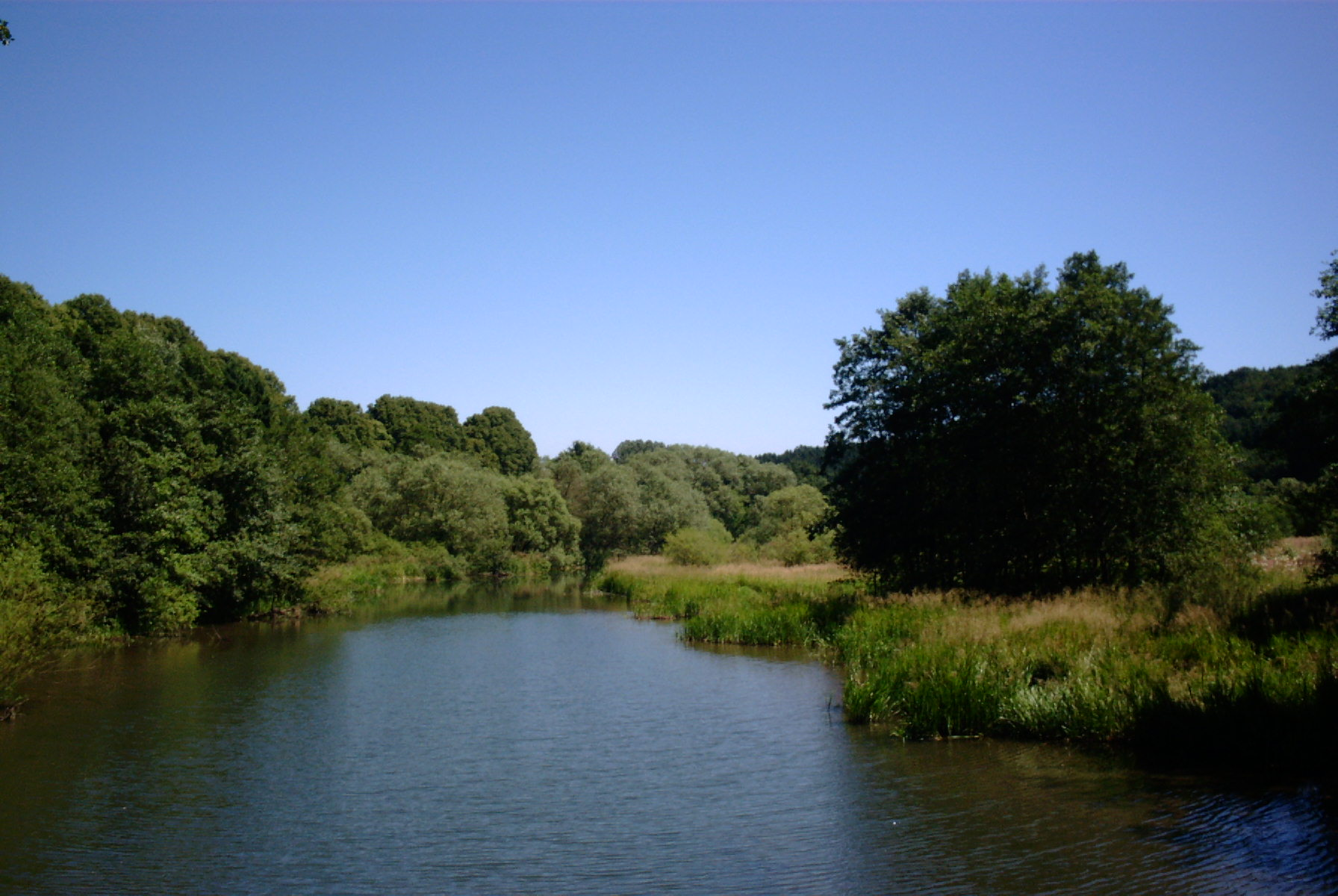
Naturschutzgebiet Ausgleichweiher Leiersmühle

Der Ausgleichsweiher Leiersmühle, heute Stauweiher Leiersmühle, war ein Aufstau der Wupper bei dem Wipperfürther Ortsteil Leiersmühle und ein sehr beliebtes Touristenziel. 
Der Ausgleichweiher wurde als vierter Aufstau der Wupper von der Wupper-Talsperren-Genossenschaft, dem Rechtsvorgänger des Wupperverbands, oberhalb der Einmündung der Hönnige vom März 1913 bis Dezember 1914 errichtet. Er besaß anfangs einen Stauinhalt von 50.000 m³ und diente über Nacht der Speicherung von Wasser, das am Tage gleichmäßig für den Betrieb von flussabwärts liegenden Wassertriebwerken wieder abgelassen wurde.
1955 betrug durch eine Erweiterung der Stauinhalt 100.000 m³ bei einer Stauhöhe von 2,73 m. Der Aufstau erfolgte durch einen langgestreckten Erddamm, in dessen Mitte ein Wehr mit Untergewichtsklappe mit 1 m Höhe und 20 m Länge als Verschluss eingelassen war. Bei Überströmung bei höheren Wasserpegeln senkte sich die Klappe selbsttätig und richtete sich nach Ende der Überströmung wieder selbsttätig auf. In Niedrig- und Mittelwasserzeiten lief das Wasser dagegen durch einen Obergraben zum Wasserkraftwerk der Firma B. Meyer.
In den 1970er Jahren verlor der Ausgleichweiher seine Funktion und verlandete seitdem teilweise. Heute bildet der Rest des ehemaligen Stauweihers den westlichen Abschluss des ca. 157 Hektar großen, 1985 eingerichteteNaturschutzgebiet Wupperaue (Kennung: GM-008, CDDA-Code: 329732). Er bietet vielen seltenen Tierarten, darunter dem bunten Eisvogel, ein wertvolles Rastbiotop. 